# Kate Jobson
Kate Jobson   (Varberg, 8 de juliol de 1937) fou una nedadora sueca, especialista en estil lliure, que va competir durant la dècada de 1950.
El 1956 va prendre part en els Jocs Olímpics d'Estiu de Melbourne, on disputà dues proves del programa de natació. Fou sisena en els 4x100 metres lliures, mentre en els 100 metres lliures quedà eliminada en semifinals.
En el seu palmarès destaquen una medalla d'or en els 100 metres lliures i una de bronze en els 4x100 metres lliures al Campionat d'Europa de natació de 1958. Aquell mateix 1958 va rebre el premi a la millor esportista femenina de Suècia de l'any. També va guanyar sis Campionats de Suècia entre 1956 i 1959.